# Dům U Tří zlatých řetězů
Dům U Tří zlatých řetězů se nachází na Starém Městě pražském v jedné z nejstarších pražských ulic Řetězové (Řetězová č.p. 225/9, Praha 1). Podle jedné z verzí je podle domu pojmenována ulice, ve které stojí (Řetězová).

## Historie

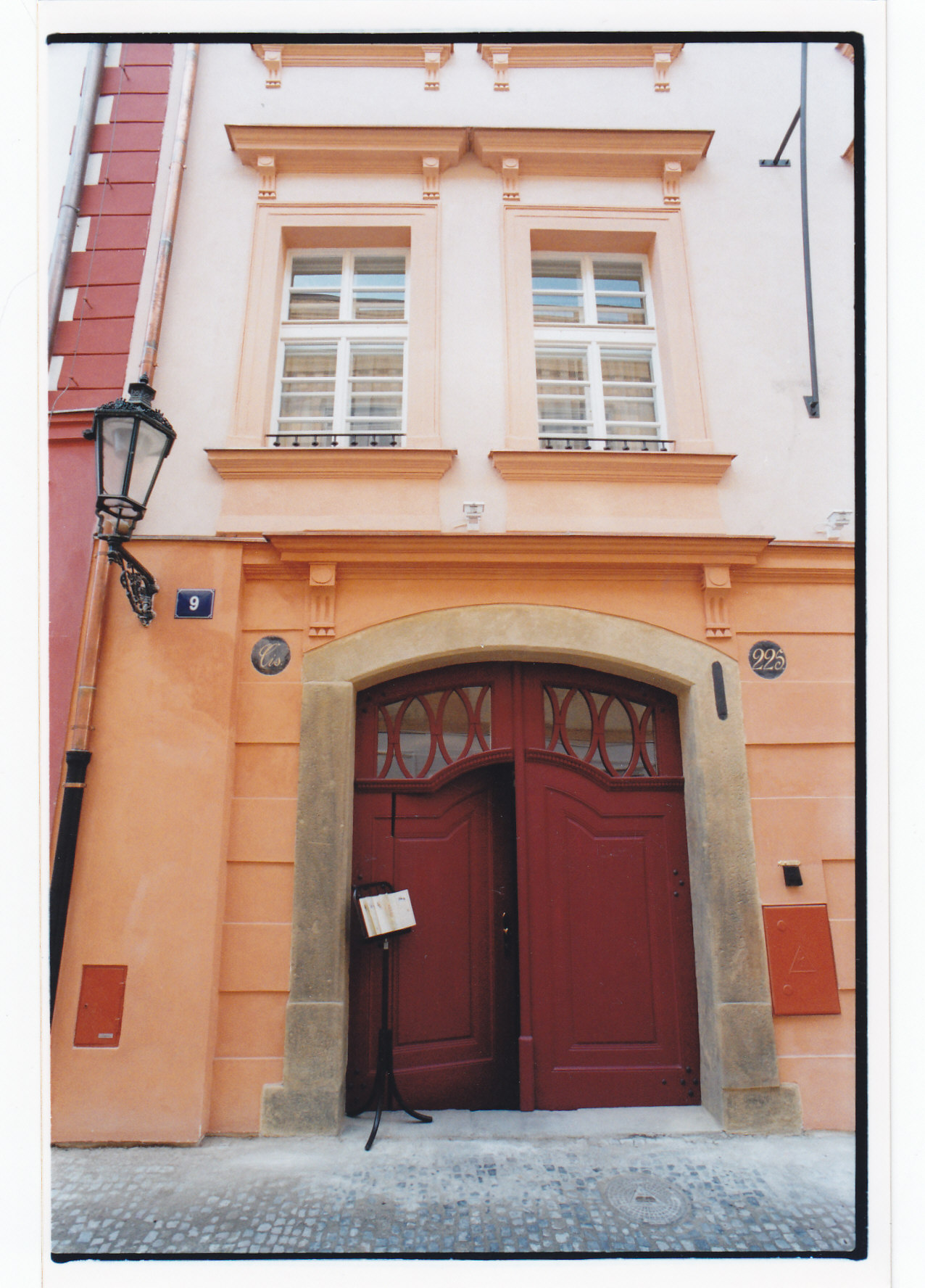
Klasicistní úprava fasády z 18. století

### Historie ulice
Samotný původ slova názvu ulice Řetězová pravděpodobně vznikl proto, že se právě z těchto míst táhl řetěz přes celou šíři řeky (pravděpodobně pomocí pilířů zasazených do vody) až na druhý břeh. Účelem řetězu bylo nejspíše zadržování lodí a vorů na řece, dokud jejich posádka podle městského zákona nezaplatila celní poplatek. Též se mohlo jednat o název podle domu U tří řetězů či podle řetězů bránících příchod ke Anenskému klášteru.
První záznamy vztahující se k ulici Řetězová tou dobou nazývaná Kožešnická (až do 17. století) a samotné budově č.p. 225 mohou být nalezeny již ve 14. století, kdy se do této oblasti začali soustřeďovat mistři kožešnických gild, z čehož se posléze stala tradice držící se po několik století. Kožešnický cech se ustavil na Starém Městě v roce 1418.

### Historie domu
Budově se již od jeho založení říkalo Dům U Tří zlatých řetězů. Původně zde byly pouze kožešnické dílny, kterým se dařilo díky úspěchu tohoto řemesla jako takového. Vlastníkem domu byl po značné období kožešník Václav Hofleich.
Gotické základy domu jsou velmi dobrým příkladem toho, jak celá budova byla utvářena s postupným plynutím času. Dnešní vzhled budovy je skvostným příkladem klasicismu, zatímco její přízemní patro se dá považovat za gotické. Převaha stropních kleneb v přízemním a prvním patře poukazuje na onu podstatnou renesanční rekonstrukci, jež proběhla na začátku 17. století a jejímž vyvrcholením bylo přidání dvojice krytů a oválného tympanonu k hlavní fasádě na konci 18. století, po které následovala další změna fasády, tentokráte spíše klasicistní, jež proběhla v první polovině 19. století.
Mezi jedny z nejcennějších architektonických detailů patří například malované renesanční stropní trámy, klasicistní dveře v chodbách, nosníky v prvním a druhém patře a starožitná zábradlí ve vystavěných balkónech na obou patrech.

## Současnost
Mezi roky 1998 - 2000 probíhala dosud poslední rekonstrukce Domu U Tří zlatých řetězů podle návrhu Ing. arch. Aleše Kletenského financovaná společností Mirto s.r.o., která nemovitost zakoupila. Od roku 2000 v budově sídlí hotel Residence Řetězová, který společnost provozuje.